# Kora Awards
Die KORA All Africa Music Awards (Kora Panafrikanischer Musikpreis) ist ein unregelmäßig in mehreren regionalen und panafrikanischen Kategorien verliehener Musikpreis in Afrika.

## Geschichte
Die KORA Awards wurden erstmals 1994 vom namibischen Unternehmen Meridional ECA (Pty) Ltd. verliehen. Die Gründung geht auf eine Initiative von Ernest Adjovi zurück. Der Preis wurde nach der Kora, einer mit beiden Händen gezupften westafrikanischen Stegharfe, benannt. Adjovi gab an, dass der Musikpreis von ihm nicht aus kommerziellen Gründen ins Leben gerufen und zwischen 1994 und 2005 von ihm mit 14 Millionen US-Dollar gefördert worden sei.
1999 wechselte die Trägerschaft des Preises zur südafrikanischen Gesellschaft KORA Entertainment Southern Africa (Pty) Ltd. 2008 wurde die Verleihung, nachdem sie zehn Jahre in Südafrika stattgefunden hatte und es zahlreiche Beschwerden über die häufigen Preisträger aus West- und vor allem dem südlichen Afrika gab, nach Nigeria verlegt. Die Verleihung 2010 fand in Ouagadougou statt, die Verleihung 2012 im ivorischen Abidjan. 2016 sollte die Verleihung in Namibia stattfinden, wurde aber kurzfristig abgesagt. Seitdem klagen staatliche namibische Stellen gegen den Organisator, der die Vorauszahlung für private Zwecke missbraucht haben soll.
Die Preise wurden 1996, 1997, 1999, 2000, 2001, 2002, 2003, 2004, 2005, 2010 und 2012 verliehen. 2016 gab es Nominierungen, aber keine Preisträger.
Die Kategorien, in denen Preise vergeben wurden, wechselten mehrmals im Verlauf der Verleihungen.

## Preisträger (Auswahl)
| Jahr | Region                       | Kategorie                                 | Künstler                                                          | Herkunft                     |
| ---- | ---------------------------- | ----------------------------------------- | ----------------------------------------------------------------- | ---------------------------- |
| 1996 | Ostafrika                    | Beste Künstlerin                          | Khadja Nin                                                        | Burkina Faso                 |
| 1996 | Nordafrika                   | Bester Künstler                           | Cheb Mami                                                         | Algerien                     |
| 1996 | Westafrika                   | Bester Künstler                           | Meiway                                                            | Elfenbeinküste               |
| 1996 | Afrika                       | Bestes Video                              | Moctar Beye                                                       | Senegal                      |
| 1996 | Afrika                       | Lebenswerk                                | Miriam Makeba                                                     | Südafrika                    |
| 1996 | Zentralafrika                | Bester Künstler                           | Awilo Longomba                                                    | Demokratische Republik Kongo |
| 1996 | Südliches Afrika             | Bester Instrumentalist                    | Bheki Mseleku                                                     | Südafrika                    |
| 1996 | Südliches Afrika             | Bestes Arrangement                        | Denzil Weale                                                      | Südafrika                    |
| 1996 | Südliches Afrika             | Beste Gruppe                              | Bayete                                                            | Südafrika                    |
| 1996 | Afrika                       | Aufsteigender Künstler                    | Lokua Kanza                                                       | Demokr. Rep. Kongo           |
| 1996 | Afrika                       | Bester Künstler                           | Youssou N’Dour                                                    | Senegal                      |
| 1996 | Afrika                       | Bester Künstler                           | Papa Wemba                                                        | Demokr. Rep. Kongo           |
| 1997 | Afrika                       | Ehrenpreis der Jury                       | Cesária Évora                                                     | Kap Verde                    |
| 1997 | Afrika                       | Bestes Arrangement                        | Boncana Maïga                                                     | Mali                         |
| 1997 | Afrika                       | Beste Künstlerin                          | Angélique Kidjo                                                   | Benin                        |
| 1997 | Afrika                       | Bester Künstler                           | Ismaël Lô                                                         | Senegal                      |
| 1997 | Afrika                       | Aufsteigender Künstler                    | Cheikh Lô                                                         | Senegal                      |
| 1997 | Zentralafrika                | Bester Künstler                           | Awilo Longomba                                                    | Demokratische Republik Kongo |
| 1997 | Südliches Afrika             | Bester Künstler                           | Sabela                                                            | Südafrika                    |
| 1997 | Nordafrika                   | Bester Künstler                           | Khaled                                                            | Algerien                     |
| 1997 | Afrika                       | Bestes Album                              | Cesária Évora                                                     | Kap Verde                    |
| 1997 | Westafrika                   | Beste Künstlerin                          | Cesária Évora                                                     | Kap Verde                    |
| 1997 | Afrika                       | Bestes Video                              | Ismaël Lô                                                         | Senegal                      |
| 1997 | Ostafrika                    | Bester Künstler                           | Ziskakan                                                          | Réunion                      |
| 1997 | Diaspora                     | Amerikanische Diaspora                    | Édith Lefel                                                       | Martinique                   |
| 1999 | Afrika                       | Beste Künstlerin                          | Brenda Fassie                                                     | Südafrika                    |
| 1999 | Afrika                       | Bester Arrangeur                          | Bisso na Bisso                                                    | Republik Kongo               |
| 1999 | Afrika                       | Beste Gruppe                              | Bisso na Bisso                                                    | Republik Kongo               |
| 1999 | Afrika                       | Bestes Video                              | Bisso na Bisso                                                    | Republik Kongo               |
| 1999 | Afrika                       | Bester Traditioneller Künstler            | Nigui-Saff                                                        | Elfenbeinküste               |
| 1999 | Südliches Afrika             | Bester Künstler                           | Ringo                                                             | Südafrika                    |
| 1999 | Nordafrika                   | Bester Künstler                           | Takfarinas                                                        | Algerien                     |
| 1999 | Westafrika                   | Bester Künstler                           | Femi Kuti                                                         | Nigeria                      |
| 1999 | Zentralafrika                | Bester Künstler                           | Bozi Boziana                                                      | Demokratische Republik Kongo |
| 1999 | Ostafrika                    | Beste Künstlerin                          | Khadja Nin                                                        | Burundi                      |
| 1999 | Afrika                       | Bester Künstler                           | Femi Kuti                                                         | Nigeria                      |
| 1999 | Afrika                       | Aufsteigende Künstlerin                   | Coumba Gawlo                                                      | Senegal                      |
| 1999 | Afrika                       | Aufsteigender Künstler                    | Axel Gowinda                                                      | Elfenbeinküste               |
| 1999 | Diaspora                     | Amerikanische Diaspora                    | Lauryn Hill                                                       | USA                          |
| 1999 | Diaspora                     | Europäisch-karibische Diaspora            | Natali Lorio                                                      |                              |
| 2000 | Afrika                       | Lebenswerk                                | Kofi Annan                                                        | Ghana                        |
| 2000 | Südafrika                    | Bestes Video                              | Lucky Dube                                                        | Südafrika                    |
| 2000 | Afrika                       | Bester traditioneller Künstler            | Ayaovi Mensah                                                     | Togo                         |
| 2000 | Afrika                       | Aufsteigende Künstlerin                   | Zenzi                                                             | Südafrika                    |
| 2000 | Afrika                       | Aufsteigender Künstler                    | Kaysha                                                            | Demokratische Republik Kongo |
| 2000 | Afrika                       | Beste Gruppe                              | Extra Musica                                                      | Demokratische Republik Kongo |
| 2000 | Zentralafrika                | Bester Künstler                           | André Marie Tala                                                  | Kamerun                      |
| 2000 | Westafrika                   | Bester Künstler                           | Kodjo Antwi                                                       | Ghana                        |
| 2000 | Ostafrika                    | Bester Künstler                           | Jean-Marc Volcy                                                   |                              |
| 2000 | Südliches Afrika             | Bester Künstler                           | Jabu Khanyile                                                     | Südafrika                    |
| 2000 | Nordafrika                   | Bester Künstler                           | Seba                                                              | Algerien                     |
| 2000 | Südliches Afrika             | Arrangement                               | Bongo Maffin                                                      | Südafrika                    |
| 2000 | Diaspora                     | Amerikanische Diaspora                    | Sisqó                                                             | USA                          |
| 2001 | Südliches Afrika             | Beste Gruppe                              | Bongo Maffin                                                      | Südafrika                    |
| 2002 | Zentralafrika                | Kategorie 1 (???)                         | Koffi Olomide                                                     | Demokratische Republik Kongo |
| 2002 | Zentralafrika                | Kategorie 2 (???)                         | Koffi Olomide                                                     | Demokratische Republik Kongo |
| 2002 | Zentralafrika                | Kategorie 3 (???)                         | Koffi Olomide                                                     | Demokratische Republik Kongo |
| 2002 | Zentralafrika                | Kategorie 4 (???)                         | Koffi Olomide                                                     | Demokratische Republik Kongo |
| 2002 | Ostafrika                    | Bester Künstler                           | Eric Wainaina                                                     | Kenia                        |
| 2003 | Afrika                       | Beste Gruppe                              | Anti-Palu & Quartier Latin                                        |                              |
| 2003 | Afrika                       | Beste Traditionelle Künstler              | Machesa Traditional Group                                         |                              |
| 2003 | Afrika                       | Bestes Video                              | Jeff Maluleke                                                     |                              |
| 2003 | Afrika                       | Bestes Arrangement                        | Yvonne Chaka Chaka                                                | Südafrika                    |
| 2003 | Afrika                       | Beste Gospelsängerin                      | Rebecca Malope                                                    | Südafrika                    |
| 2003 | Afrika                       | Bester Gospelsänger                       | Lundi                                                             |                              |
| 2003 | Afrika                       | Beste Gospelgruppe                        | Notre Dame de la Salette                                          |                              |
| 2003 | Afrika                       | Aufsteigende Künstlerin                   | Barbara Kanam                                                     |                              |
| 2003 | Afrika                       | Aufsteigender Künstler                    | Jean-Paul Samputu                                                 |                              |
| 2003 | Afrika                       | Aufsteigende Gruppe                       | Macase                                                            |                              |
| 2003 | Afrika                       | Aufsteigende Gruppe                       | Eben & Family                                                     |                              |
| 2003 | Westafrika                   | Beste Künstlerin                          | Suzanna Lubrano                                                   | Kap Verde                    |
| 2003 | Westafrika                   | Bester Künstler                           | Kojo Antwi                                                        |                              |
| 2003 | Ostafrika                    | Bester Künstler                           | George Okudi                                                      | Uganda                       |
| 2003 | Ostafrika                    | Beste Künstlerin                          | Chamsia Sagaf                                                     |                              |
| 2003 | Zentralafrika                | Bester Künstler                           | Alexandre Douala (Doleur)                                         |                              |
| 2003 | Zentralafrika                | Beste Künstlerin                          | Mbilia Bel & Thala Muala                                          |                              |
| 2003 | Südliches Afrika             | Beste Künstlerin                          | Busi Mhlongo                                                      |                              |
| 2003 | Südliches Afrika             | Bester Künstler                           | Oliver Mtukudzi                                                   | Simbabwe                     |
| 2004 | Westafrika                   | Bester Traditioneller Künstler            | King Mensah Aya                                                   | Togo                         |
| 2004 | Westafrika                   | Beste Künstlerin                          | Kamaldine                                                         | Guinea                       |
| 2004 | Westafrika                   | Bester Künstler                           | Kunle                                                             | Nigeria                      |
| 2004 | Westafrika                   | Beste Gruppe                              | JJC & 419 Squad                                                   | Nigeria                      |
| 2004 | Westafrika                   | Bestes afrikanisches Video                | Reggie Rockstone                                                  | Ghana                        |
| 2004 | Westafrika                   | Beste Gospelgruppe                        | Schekina                                                          | Elfenbeinküste               |
| 2004 | Westafrika                   | Aufsteigender Künstler                    | Madson Junior Gnou-Sou                                            | Burkina Faso                 |
| 2004 | Ostafrika                    | Beste Künstlerin                          | Achien'g Abura                                                    | Kenia                        |
| 2004 | Ostafrika                    | Beste Künstlerin                          | Tsedenia Gebremarkos                                              | Äthiopien                    |
| 2004 | Ostafrika                    | Bester Künstler                           | Big Pin (Chrispin Mwangale)                                       | Kenia                        |
| 2004 | Ostafrika                    | Bester Gospel-Künstler                    | DnG (Davidson Ngibuini)                                           | Kenia                        |
| 2004 | Zentralafrika                | Bester Künstler                           | Felix Wazekwa                                                     | Demokratische Republik Kongo |
| 2004 | Zentralafrika                | Bester Künstler                           | Werrason                                                          | Demokratische Republik Kongo |
| 2004 | Zentralafrika                | Aufsteigende Künstlerin                   | Dinaly                                                            | Kamerun                      |
| 2004 | Südliches Afrika             | Bester Künstler                           | Kabelo Mabalane                                                   | Südafrika                    |
| 2004 | Südliches Afrika             | Beste Künstlerin                          | Thandiswa Mazwai                                                  | Südafrika                    |
| 2004 | Südliches Afrika             | Beste Gruppe                              | Malaika                                                           | Südafrika                    |
| 2004 | Südliches Afrika             | Beste Gospel-Sängerin                     | Deborah Fraser                                                    | Südafrika                    |
| 2004 | Südliches Afrika             | Beste traditionelle Gruppe                | Mahube                                                            | Südafrika                    |
| 2004 | Afrika                       | Aufsteigende Künstlerin                   | Swazi                                                             | Südafrika                    |
| 2004 | Südliches Afrika             | Bestes afrikanisches Video                | Zola                                                              | Südafrika                    |
| 2004 | Südliches Afrika             | Bestes Arrangement                        | Wanda Baloyi                                                      | Südafrika                    |
| 2004 | Südliches Afrika             | Entdeckung des Jahres                     | Malaika                                                           | Südafrika                    |
| 2004 | Diaspora                     | Amerikanische Diaspora                    | Usher                                                             | USA                          |
| 2004 | Diaspora                     | Europäische Diaspora                      | Kaysha                                                            | Frankreich                   |
| 2005 | Zentralafrika                | Bester Künstler                           | Werrason                                                          | Demokratische Republik Kongo |
| 2005 | Zentralafrika                | Beste Künstlerin                          | Naneth                                                            | Gabun                        |
| 2005 | Zentralafrika                | Beste Gruppe                              | Les Marquis de Maison Mere                                        | Demokratische Republik Kongo |
| 2005 | Ostafrika                    | Bester Künstler                           | Alain Auriant                                                     | Mauritius                    |
| 2005 | Ostafrika                    | Beste Künstlerin                          | Neema                                                             | Kenia                        |
| 2005 | Ostafrika                    | Beste Gruppe                              | Longombas                                                         | Kenia                        |
| 2005 | Südliches Afrika             | Bester Künstler                           | Hugh Masekela                                                     | Südafrika                    |
| 2005 | Südliches Afrika             | Beste Künstlerin                          | Perola                                                            | Angola                       |
| 2005 | Südliches Afrika             | Beste Gruppe                              | Malaika                                                           | Südafrika                    |
| 2005 | Westafrika                   | Bester Künstler                           | Neji & Martin Hod                                                 | Nigeria Benin                |
| 2005 | Westafrika                   | Beste Künstlerin                          | Adja Soumano & Zeynab Habib                                       | Mali Benin                   |
| 2005 | Westafrika                   | Beste Gruppe                              | Praye & Adé Bantu feat. Ayuba                                     | Ghana Nigeria                |
| 2005 | Afrika                       | Bester traditioneller Künstler            | Kefee & Jolidon                                                   | Nigeria Benin                |
| 2005 | Afrika                       | Beste traditionelle Gruppe                | Ladysmith Black Mambazo                                           | Südafrika                    |
| 2005 | Afrika                       | Bester spiritueller Künstler              | Sammy Okposo                                                      | Nigeria                      |
| 2005 | Afrika                       | Beste spirituelle Künstlerin              | Folake Umosen                                                     | Nigeria                      |
| 2005 | Afrika                       | Beste spirituelle Gruppe                  | Maximum Melodies                                                  | Kenia                        |
| 2005 | Afrika                       | Beste Reggae-Ragga-Gruppe                 | Leg Def (Legitime Defense)                                        | Guinea                       |
| 2005 | Afrika                       | Beste Hip-Hop-Gruppe                      | Koba                                                              | Gabun                        |
| 2005 | Afrika                       | Aufsteigender Künstler                    | D’Banj                                                            | Nigeria                      |
| 2005 | Afrika                       | Aufsteigende Künstlerin                   | Kaz                                                               | Kenia                        |
| 2005 | Afrika                       | Künstler des Jahres                       | Hugh Masekela                                                     | Südafrika                    |
| 2005 | Afrika                       | Künstlerin des Jahres                     | Adja Soumano                                                      | Mali                         |
| 2005 | Afrika                       | Gruppe des Jahres                         | Adé Bantu feat. Ayuba                                             | Nigeria                      |
| 2005 | Afrika                       | Entdeckung des Jahres                     | 2Face Idibia                                                      | Nigeria                      |
| 2005 | Afrika                       | Künstler der Dekade                       | Koffi Olomide                                                     | Demokratische Republik Kongo |
| 2005 | Diaspora                     | Amerikanische Diaspora                    | Will Smith                                                        | USA                          |
| 2005 | Diaspora                     | Europäische Diaspora                      | Kaysha                                                            | Frankreich                   |
| 2010 | Afrika                       | Bester Künstler (1. Preis)                | P-Square                                                          | Nigeria                      |
| 2010 | Afrika                       | Bester Künstler (2. Preis)                | Black Diamond                                                     | Senegal                      |
| 2010 | Afrika                       | Bester Künstler (3. Preis)                | Paul G.                                                           | Angola                       |
| 2010 | Afrika                       | Bester Künstler (4. Preis)                | Améty Meria                                                       | Burkina Faso                 |
| 2010 | Afrika                       | Bestes Video                              | P-Square                                                          | Nigeria                      |
| 2010 | Afrika                       | Aufsteigender Künstler                    | Becca                                                             | Ghana                        |
| 2010 | Afrika                       | Beste spirituelle Gruppe                  | Noelie                                                            | Togo                         |
| 2010 | Afrika                       | Bester HipHop-Künstler                    | Smockey                                                           | Burkina Faso                 |
| 2010 | Afrika                       | Beste traditionelle Gruppe                | Bassekou Kouyaté & Ngoni Ba                                       | Mali                         |
| 2010 | Afrika                       | Beste Reggae-Künstler                     | Sasha Marley King Wadada                                          | Ghana Nigeria                |
| 2010 | Afrika                       | Beste Ragga-Gruppe                        | Chronik 2H                                                        | Senegal                      |
| 2010 | Diaspora Europa/Karibik      | Bester Künstler                           | LA MC Malcriado                                                   |                              |
| 2010 | Amerikanische Diaspora       | Bester Künstler                           | Alicia Keys                                                       | USA                          |
| 2010 | Afrika                       | Ehrenpreis                                | Cesária Évora Pierre Akendengué                                   | Kap Verde                    |
| 2012 | Westafrika                   | Bester männlicher Künstler                | DJ Arafat, Titel: Yorobo Kpankaka                                 | Elfenbeinküste               |
| 2012 | Westafrika                   | Bester weiblicher Künstler                | Chidinma, Titel: Kedike                                           | Nigeria                      |
| 2012 | Ostafrika                    | Bester männlicher Künstler                | Kidum feat. Sana, Titel: Mulika Mwizi                             | Burundi                      |
| 2012 | Ostafrika                    | Bester weiblicher Künstler                | Juliana Kanyomozi, Titel: I Am Ugandan                            | Uganda                       |
| 2012 | Zentralafrika                | Bester männlicher Künstler                | Lord Ekomy Ndong, Titel: Bi Se Fe Nale                            | Gabun                        |
| 2012 | Zentralafrika                | Bester weiblicher Künstler                | Mounira Mitchala, Titel: Independence                             | Tschad                       |
| 2012 | Südliches Afrika             | Bester männlicher Künstler                | The Dogg, Titel: Deception                                        | Namibia                      |
| 2012 | Südliches Afrika             | Bester weiblicher Künstler                | Zahara, Titel: Loliwe                                             | Südafrika                    |
| 2012 | Nordafrika                   | Bester männlicher Künstler                | Cheb Khaled, Titel: C'est La Vie                                  | Algerien                     |
| 2012 | Nordafrika                   | Bester weiblicher Künstler                | Hasna El Becharia, Titel: Djazair Johara                          | Algerien                     |
| 2012 | Afrika                       | Beste Gruppe                              | Magic System, Titel: La Danse Des Magiciens                       | Elfenbeinküste               |
| 2012 | Amerikanische Diaspora       | Bester männlicher Künstler                | Chris Brown feat. Lil'Wayne & Busta Rhymes, Titel: Look At Me Now | USA                          |
| 2012 | Amerikanische Diaspora       | Bester weiblicher Künstler                | Rihanna, Titel: We Found Love                                     | USA                          |
| 2012 | Europäische Diaspora/Karibik | Bester männlicher Künstler                | Sexion d’Assaut, Titel: Avant Qu'elle Parte                       | Frankreich                   |
| 2012 | Europäische Diaspora/Karibik | Bester weiblicher Künstler                | Sega, Titel: El Jaloux                                            | Frankreich                   |
| 2012 | Afrika                       | Bester männlicher religiöser Künstler     | Yvan, Titel: Ton Amour Me Suffit                                  | Benin                        |
| 2012 | Afrika                       | Bester weiblicher religiöser Künstler     | Sœur Lydie Nseya, Titel: Bolamu                                   | DRC                          |
| 2012 | Afrika                       | Beste religiöse Gruppe                    | Seraphim Song's, Titel: Impundu                                   | Burundi                      |
| 2012 | Afrika                       | Bester männlicher traditioneller Künstler | Stanlux, Titel: Africavio                                         | Togo                         |
| 2012 | Afrika                       | Bester weiblicher traditioneller Künstler | Aida Samb, Titel: Saraba                                          | Senegal                      |
| 2012 | Afrika                       | Beste traditionelle Gruppe                | Les Frères Guedehoungue, Titel: Feu De Brousse                    | Benin                        |
| 2012 | Afrika                       | Bester männlicher aufsteigender Künstler  | Davido, Titel: Dami Duro                                          | Nigeria                      |
| 2012 | Afrika                       | Bester weiblicher traditioneller Künstler | Sessimé Mayavio, Titel: Mayavio                                   | Benin                        |
| 2012 | Afrika                       | Bester Video-Regisseur                    | Gelongal Kumu Neexul deViviane Ndour                              | Senegal                      |
| 2012 | Afrika                       | Bester Künstler                           | DJ Arafat, Titel: Yorobo Kpankaka                                 | Elfenbeinküste               |
| 2012 | Afrika                       | Beste Künstlerin                          | Chindima                                                          | Nigeria                      |